# رودریگینیو مارینیو
رودریگو ادواردو کاستا مارینیو (پرتغالی: Rodrigo Eduardo Costa Marinho؛ زادهٔ ۲۷ مارس ۱۹۸۸) که عموماً با نام رودریگینیو شناخته می‌شود، بازیکن فوتبال اهل برزیل است.